# Wemmel
Wemmel és un municipi belga de la província de Brabant Flamenc a la regió de Flandes. És un dels sis municipis amb facilitats lingüístiques (potser hi ha un 30% de francòfons) de la perifèria de Brussel·les. Limita amb els municipis d'Asse, Merchtem, Meise, Grimbergen i la Regió de Brussel·les-Capital.